# Uno Cygnæus

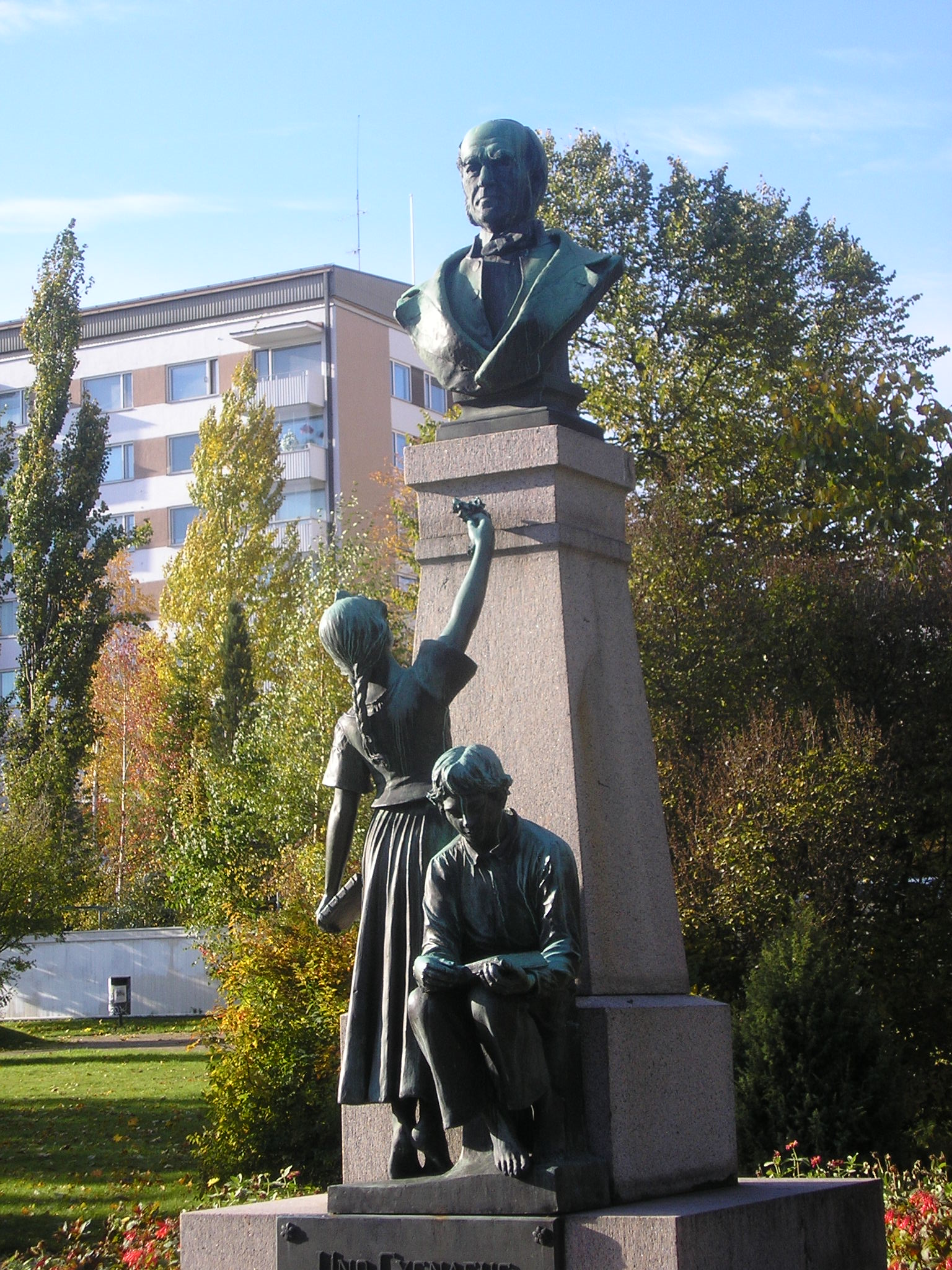
Staty av Uno Cygnæus i Jyväskylä, skapad av skulptören Ville Vallgren 1893.

Uno Cygnæus, född 12 oktober 1810 i Tavastehus, död 2 januari 1888 i Helsingfors, var det finländska folkskoleväsendets grundläggare. Han var kusin till Fredrik Cygnaeus.
Cygnæus blev student vid Kejserliga Akademien i Åbo 1827, filosofie magister vid Kejserliga Alexander-universitetet 1836 och prästvigd 1837. År 1839 utnämndes han till pastor vid evangeliska församlingen i det då ryska Alaska, med station på ön Sitka. Där gjorde han betydande naturalhistoriska samlingar, vilka han sedan skänkte till det finländska universitetet. Från 1846 var han anställd som pastor och lärare i svenska och finska församlingarna i Sankt Petersburg. År 1858 utsågs han av senaten att på statens bekostnad lära känna folkbildningen i utlandet och besökte för detta ändamål en rad europeiska länder, varefter han avgav ett utförligt Förslag rörande folkskoleväsendet i Finland (1861). Detta förslag föranledde en livlig polemik, men blev i huvudsak lagt till grund vid organisationen av Finlands folkskoleväsende. År 1861 utnämndes Cygnæus till inspektor för folkskolorna i Finland, och 1863-69 var han direktor för det av honom organiserade folkskollärar- och lärarinneseminariet i Jyväskylä. Åren 1871 och 1873 organiserade han lärarinne- och lärarseminarierna i Ekenäs och Nykarleby. År 1870 blev han ledamot i den samma år inrättade skolöverstyrelsen. År 1877 blev han filosofie hedersdoktor vid Uppsala universitets jubelfest. 
Cygnæus pedagogiska system anslöt sig närmast till Johann Heinrich Pestalozzis, Friedrich Fröbels och Adolph Diesterwegs principer. Som bas för undervisningsväsendet bibehöll han den kristligt sedliga undervisningen i hemmet. Om man från grunden skulle förbättra ungdomens fysiska och moraliska uppfostran, var man, enligt honom, tvungen att lägga särskild vikt vid flickornas skolgång. Han likställde teckning, sång och gymnastik med de övriga läroämnena, och handarbetet kom att ingå i den finländska folkskolans program som ett viktigt formellt bildningsmedel, vilket, utan att eftersträva yrkesskicklighet gav eleven allmän praktisk duglighet. Den finländska folkskolan vann betydande anseende genom de särdrag som till stor del genomdrevs av Cygnæus. 
Han ligger begraven på Sandudds begravningsplats.

## Utmärkelser
- Sankt Annas orden, andra klass,  1861[6]
- Sankt Vladimirs orden, tredje klass,  1882[6]

[Redigera Wikidata]